# زمین‌لرزه ۲۰۰۹ گرجستان
زمین‌لرزه گرجستان  در تاریخ ۸ سپتامبر ۲۰۰۹ میلادی، برابر با ‎۱۷ شهریور ۱۳۸۸، ساعت ۲۲:۴۱:۳۶ به زمان یوتی‌سی در گرجستان ، منطقه کوتائیسی رخ داد.ژرفای این زلزله ۱۵ کیلومتر بود. بزرگی آن ۶٫۰ در مقیاس Mw بدست آمده‌است.